# Vincent Cosmas Mwagala
Vincent Cosmas Mwagala (* 11. Dezember 1973 in Makungu, Region Iringa) ist ein tansanischer römisch-katholischer Geistlicher und Bischof von Mafinga.

## Leben
Vincent Cosmas Mwagala studierte Philosophie und Katholische Theologie am Priesterseminar St. Augustine in Peramiho und am Priesterseminar des Erzbistums Agrigent. Am 11. Juli 2007 empfing er das Sakrament der Priesterweihe für das Bistum Iringa.
Nach der Priesterweihe setzte Mwagala seine Studien an der Päpstlichen Theologischen Fakultät von Sizilien in Palermo fort und erwarb ein Lizenziat im Fach Pastoraltheologie. Daneben war er von 2007 bis 2011 als Pfarrvikar der Pfarrei San Gerlando in Lampedusa tätig. Nach der Rückkehr in seine Heimat wirkte Mwagala zunächst von 2011 bis 2018 als Pfarrer der Pfarrei Our Lady of Fatima in Usokami. Ab 2015 fungierte er zusätzlich als Bischofsvikar für die Ordensleute. 2018 wurde Mwagala zudem Generalvikar des Bistums Iringa und Pfarrer der Pfarrei Virgin Mary Help of Christians in Ifunda. Darüber hinaus gehörte er ab 2019 dem Konsultorenkollegium des Bistums an.
Am 22. Dezember 2023 ernannte ihn Papst Franziskus zum ersten Bischof des mit gleichem Datum errichteten Bistums Mafinga. Der Erzbischof von Tabora, Protase Kardinal Rugambwa, spendete ihm am 19. März 2024 vor der Kathedrale Assumption of the Blessed Virgin Mary in Mafinga die Bischofsweihe; Mitkonsekratoren waren der Bischof von Iringa, Tarcisius Ngalalekumtwa, und der Erzbischof von Mbeya, Gervas John Mwasikwabhila Nyaisonga.